# Scalmicauda corinna
Scalmicauda corinna är en fjärilsart som beskrevs av Sergius G. Kiriakoff 1968. Scalmicauda corinna ingår i släktet Scalmicauda och familjen tandspinnare. Inga underarter finns listade.